# Grafe-Haus
Das Grafe-Haus liegt im Stadtteil Kötzschenbroda der sächsischen Stadt Radebeul, auf einem Eckgrundstück Gradsteg 1b/Hermann-Ilgen-Straße 62. Der Häusername geht zurück auf den Bauherrn, den Fleischermeister und Produktenhändler Julius Grafe. Dieser ließ das Gebäude 1895 durch den Architekten und Baumeister Julius Förster aus Dresden nach dessen eigenem Entwurf errichten.

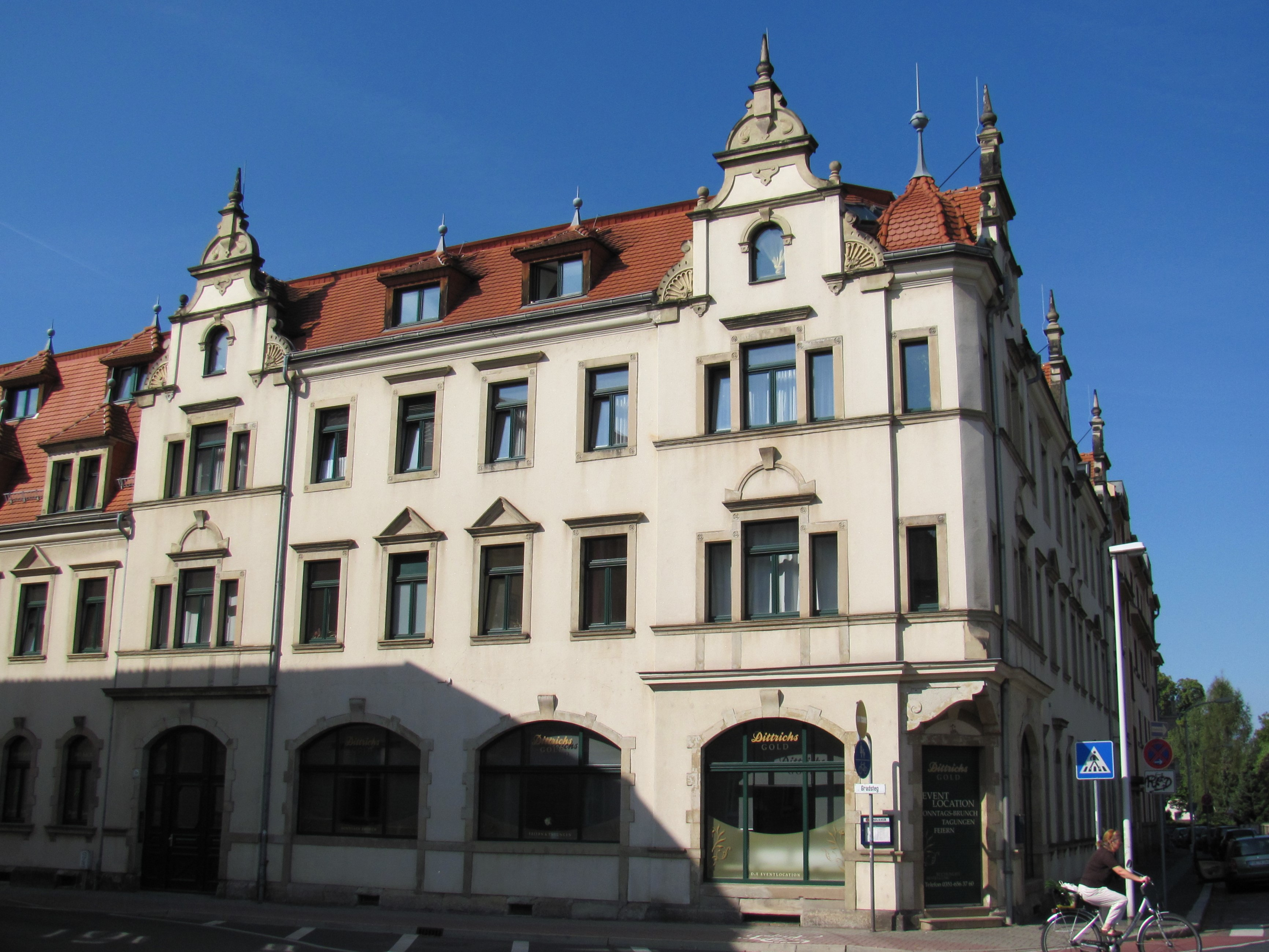
Grafe-Haus

## Beschreibung

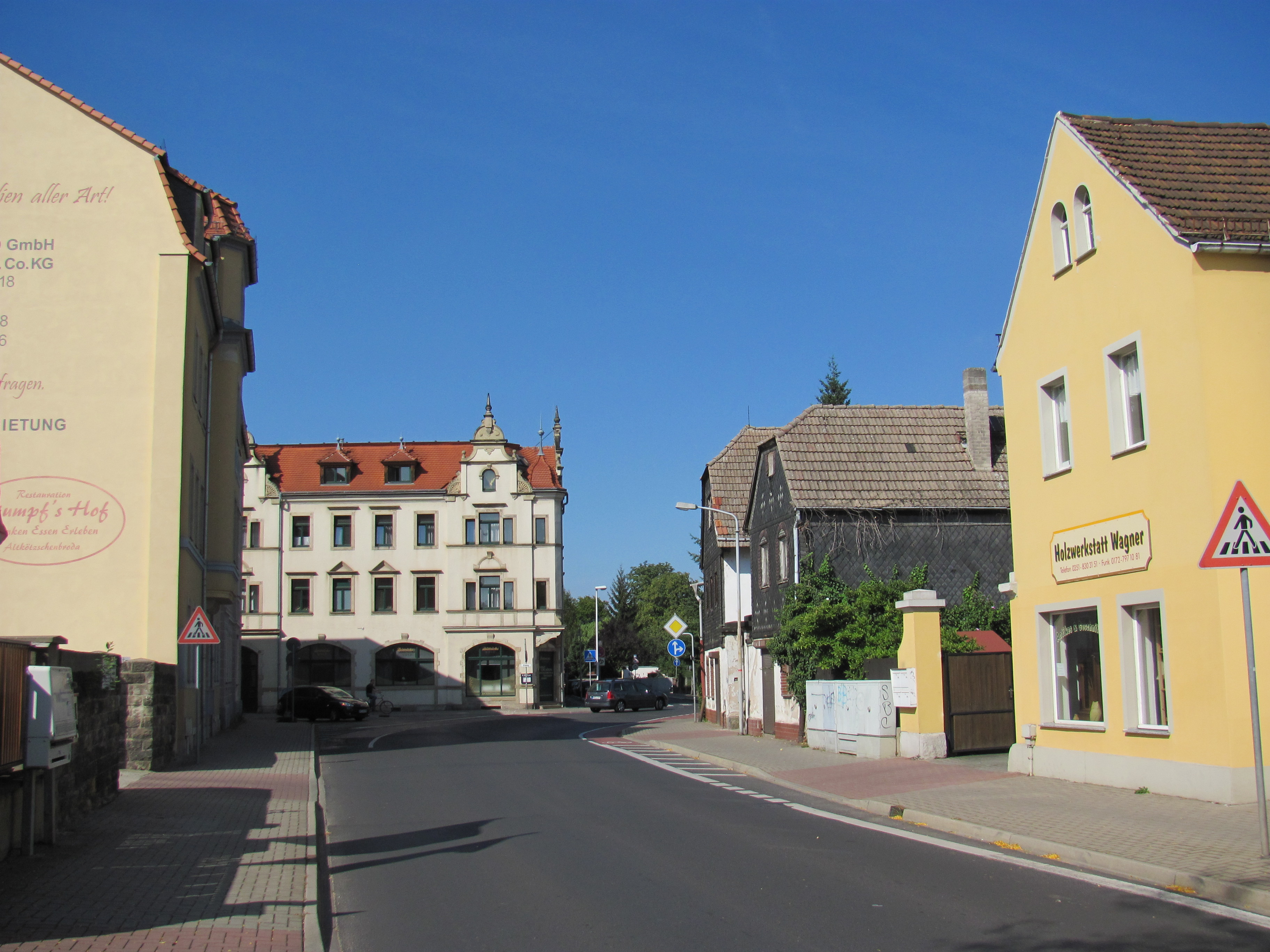
Die Vorwerkstraße führt auf das Grafe-Haus zu. Rechts an der Kreuzung steht der verschieferte Dreiseithof Vorwerkstraße 3.

Das dreigeschossige, unter Denkmalschutz stehende Wohn- und Geschäftshaus ist ein Eckgebäude in halbgeschlossener Bauweise mit einer offengebliebenen Brandwand. Das ausgebaute, ziegelgedeckte Dachgeschoss weist Gauben auf.
Zur Straßenkreuzung zeigt das Gebäude eine erkerartige Eckausbildung; in dieser befindet sich im Erdgeschoss der Eingang zu einem Laden aus der Bauzeit. Direkt neben der Ecke befinden sich Seitenrisalite der beiden Gebäudeflügel. Diese beiden Straßenansichten des als Deutsche Renaissance stilisierten Bauwerks sind annähernd gleich ausgebildet. Daher befinden sich auch jeweils an den entgegengesetzten Flügelenden Seitenrisalite.  Über diesen befinden sich jeweils höhere Staffelgiebel, die zusätzlich auch die Mitte der jeweiligen Straßenansicht markieren.
Der verputzte Bau wird durch zahlreiche Sandsteingliederungen verziert, die Fenster werden durch Sandsteingewände eingefasst und durch verschiedenartige Verdachungen bekrönt.